# DDR-Meisterschaften im Schwimmen 1985

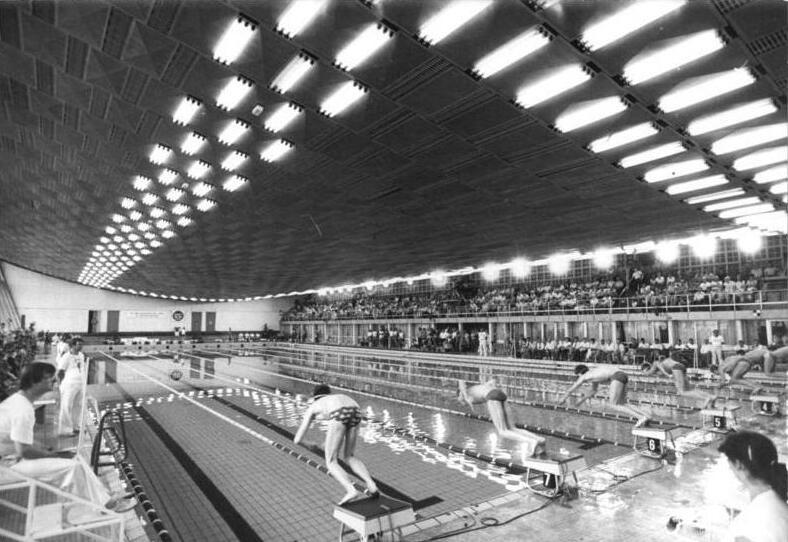
Austragungsort der DDR-Meisterschaften im Schwimmen 1985

Die DDR-Meisterschaften im Schwimmen wurden 1985 zum 36. Mal ausgetragen und fanden vom 4. bis 9. Juni in der Schwimmhalle der Deutschen Hochschule für Körperkultur in Leipzig statt, bei denen auf 32 Strecken (16 Herren/16 Damen) die Meister ermittelt wurden. Der Wettkampf diente gleichzeitig als Qualifikationswettkampf für die Europameisterschaften 1985 in Sofia. Mit zwölf Titeln war der SC Dynamo Berlin die erfolgreichste Mannschaft und stellte mit Jörg Woithe, der vier Titel gewann, den erfolgreichsten Sportler dieser Meisterschaft.
Sportlicher Höhepunkt der Meisterschaft war der Weltrekord von Silke Hörner über 200 Meter Brust. Für neue DDR-Rekorde sorgten Uwe Daßler über 800 und 1500 Meter Freistil sowie Ralf Buttgereit über 200 Meter Brust. Des Weiteren stellte die Herrenstaffel vom SC Dynamo Berlin über 4 × 100 Meter Lagen einen neuen DDR-Rekord für Klubstaffeln auf.

## Herren
| Wettbewerb          | Gold                                                                       | Gold         | Silber                                                                | Silber       | Bronze                                                                       | Bronze       |
| 050 m Freistil      | Jörg Woithe SC Dynamo Berlin                                               | 23,10 s      | Olaf Ahlers SC Empor Rostock                                          | 24,10 s      | René Wanzlik SC Magdeburg                                                    | 24,63 s      |
| 100 m Freistil      | Jörg Woithe SC Dynamo Berlin                                               | 50,39 s      | Dirk Richter SC Einheit Dresden                                       | 51,31 s      | Steffen Zesner SC Dynamo Berlin                                              | 51,41 s      |
| 200 m Freistil      | Sven Lodziewski SC Dynamo Berlin                                           | 1:50,82 min  | Uwe Daßler ASK Vorwärts Potsdam                                       | 1:52,20 min  | Thomas Flemming SC Karl-Marx-Stadt                                           | 1:52,34 min  |
| 400 m Freistil      | Uwe Daßler ASK Vorwärts Potsdam                                            | 3:53,03 min  | Steffen Ließ SC Chemie Halle                                          | 3:57,94 min  | Thomas Flemming SC Karl-Marx-Stadt                                           | 3:58,45 min  |
| 1500 m Freistil0    | Uwe Daßler ASK Vorwärts Potsdam                                            | 15:09,16 min | Michael Klass SC Dynamo Berlin                                        | 15:49,09 min | Umlauft SC Dynamo Berlin                                                     | 15:52,72 min |
| 100 m Brust         | Ingo Grzywotz SC Dynamo Berlin                                             | 1:05,35 min  | Ralf Buttgereit SC Dynamo Berlin                                      | 1:05,83 min  | Tim Claus SC DHfK Leipzig                                                    | 1:06,74 min  |
| 200 m Brust         | Ralf Buttgereit SC Dynamo Berlin                                           | 2:19,59 min  | Ingo Grzywotz SC Dynamo Berlin                                        | 2:19,65 min  | Tim Claus SC DHfK Leipzig                                                    | 2:24,28 min  |
| 100 m Schmetterling | Thomas Dreßler SC DHfK Leipzig                                             | 56,07 s      | Karsten Drobny SC Chemie Halle                                        | 56,24 s      | Steffen Zesner SC Dynamo Berlin                                              | 56,25 s      |
| 200 m Schmetterling | Thomas Körber SC Chemie Halle                                              | 2:02,35 min  | Karsten Drobny SC Chemie Halle                                        | 2:02,66 min  | Tino Ott SC DHfK Leipzig                                                     | 2:04,45 min  |
| 100 m Rücken        | Frank Baltrusch SC Magdeburg                                               | 56,88 s      | Frank Embacher TSC Berlin                                             | 58,10 s      | Frank Schneider TSC Berlin                                                   | 58,59 s      |
| 200 m Rücken        | Frank Baltrusch SC Magdeburg                                               | 2:01,15 min  | Frank Embacher TSC Berlin                                             | 2:03,72 min  | Carsten Schulz ASK Vorwärts Potsdam                                          | 2:05,51 min  |
| 200 m Lagen         | Rainer Sternal SC Magdeburg                                                | 2:06,55 min  | Mirko Erdmann ASK Vorwärts Potsdam                                    | 2:09,52 min  | Christian Geßner SC Turbine Erfurt                                           | 2:09,85 min  |
| 400 m Lagen         | Dirk Richter SC Einheit Dresden                                            | 4:29,93 min  | Rainer Sternal SC Magdeburg                                           | 4:30,87 min  | Mirko Erdmann ASK Vorwärts Potsdam                                           | 4:34,84 min  |
| 4 × 100 m Freistil  | SC Dynamo Berlin Jörg Woithe Michael Klass Müller Steffen Zesner           | 3:28,39 min  | SC Magdeburg René Wanzlik Rainer Sternal Sven Halling Frank Baltrusch | 3:29,45 min  | ASK Vorwärts Potsdam Carsten Schulz Thomas Zetzmann Mirko Erdmann Uwe Daßler | 3:34,21 min  |
| 4 × 200 m Freistil  | SC Dynamo Berlin Sven Lodziewski Dirk Bludau Michael Klass Steffen Zesner  | 7:36,28 min  | SC Chemie Halle Steffen Ließ Uwe Böer Thomas Körber Karsten Drobny    | 7:40,70 min  | ASK Vorwärts Potsdam Uwe Daßler Lars Koppenhagen Jörg Hoffmann Mirko Erdmann | 7:44,98 min  |
| 4 × 100 m Lagen     | SC Dynamo Berlin I Steffen Gröhst Ingo Grzywotz Steffen Zesner Jörg Woithe | 3:51,98 min  | SC DHfK Leipzig Nils Hecker Tim Claus Thomas Dreßler Tino Ott         | 3:56,59 min  | SC Dynamo Berlin II Michael Marcinkowski Ralf Buttgereit Jan Hensler Müller  | 3:57,75 min  |

1. ↑  Uwe Daßler stellte bei der 800-m-Zwischenzeit in 8:00,48 einen neuen DDR-Rekord auf.

## Damen
| Wettbewerb          | Gold                                                                              | Gold        | Silber                                                                                | Silber      | Bronze                                                                                    | Bronze      |
| 050 m Freistil      | Manuela Stellmach SC Dynamo Berlin                                                | 26,78 s     | Kerstin Kielgaß SC Dynamo Berlin                                                      | 26,79 s     | Heike Friedrich SC Karl-Marx-Stadt                                                        | 26,80 s     |
| 100 m Freistil      | Heike Friedrich SC Karl-Marx-Stadt                                                | 56,34 s     | Manuela Stellmach SC Dynamo Berlin                                                    | 56,75 s     | Kerstin Kielgaß SC Dynamo Berlin                                                          | 56,78 s     |
| 200 m Freistil      | Heike Friedrich SC Karl-Marx-Stadt                                                | 2:00,06 min | Manuela Stellmach SC Dynamo Berlin                                                    | 2:00,41 min | Astrid Strauß TSC Berlin                                                                  | 2:00,95 min |
| 400 m Freistil      | Astrid Strauß TSC Berlin                                                          | 4:08,93 min | Anke Möhring SC Magdeburg                                                             | 4:12,08 min | Katja Hartmann ASK Vorwärts Potsdam                                                       | 4:12,61 min |
| 800 m Freistil      | Astrid Strauß TSC Berlin                                                          | 8:33,30 min | Anke Möhring SC Magdeburg                                                             | 8:36,75 min | Katja Hartmann ASK Vorwärts Potsdam                                                       | 8:37,61 min |
| 100 m Brust         | Sylvia Gerasch SC Dynamo Berlin                                                   | 1:08,50 min | Silke Hörner SC DHfK Leipzig                                                          | 1:09,42 min | Susanne Börnike ASK Vorwärts Potsdam                                                      | 1:10,88 min |
| 200 m Brust         | Silke Hörner SC DHfK Leipzig                                                      | 2:28,33 min | Sylvia Gerasch SC Dynamo Berlin                                                       | 2:28,52 min | Susanne Börnike ASK Vorwärts Potsdam                                                      | 2:31,26 min |
| 100 m Schmetterling | Kornelia Greßler SC Turbine Erfurt                                                | 1:00,20 min | Birte Weigang SC Turbine Erfurt                                                       | 1:00,76 min | Jacqueline Alex SC Turbine Erfurt                                                         | 1:01,95 min |
| 200 m Schmetterling | Jacqueline Alex SC Turbine Erfurt                                                 | 2:11,39 min | Kornelia Greßler SC Turbine Erfurt                                                    | 2:12,25 min | Jacqueline Zenner SC Karl-Marx-Stadt                                                      | 2:14,54 min |
| 100 m Rücken        | Kathrin Zimmermann SC Karl-Marx-Stadt                                             | 1:02,44 min | Birte Weigang SC Turbine Erfurt                                                       | 1:02,49 min | Cornelia Sirch SC Turbine Erfurt                                                          | 1:02,58 min |
| 200 m Rücken        | Cornelia Sirch SC Turbine Erfurt                                                  | 2:11,27 min | Kathrin Zimmermann SC Karl-Marx-Stadt                                                 | 2:12,98 min | Birte Weigang SC Turbine Erfurt                                                           | 2:14,38 min |
| 200 m Lagen         | Susanne Börnike ASK Vorwärts Potsdam                                              | 2:15,61 min | Ute Geweniger SC Karl-Marx-Stadt                                                      | 2:17,42 min | Kathleen Nord SC Magdeburg                                                                | 2:17,55 min |
| 400 m Lagen         | Kathleen Nord SC Magdeburg                                                        | 4:47,49 min | Cornelia Sirch SC Turbine Erfurt                                                      | 4:48,99 min | Susanne Börnike ASK Vorwärts Potsdam                                                      | 4:50,04 min |
| 4 × 100 m Freistil  | SC Dynamo Berlin Kerstin Kielgaß Sylvia Gerasch Beatrice Georgi Manuela Stellmach | 3:49,31 min | SC Turbine Erfurt Cornelia Sirch Kornelia Greßler Jacqueline Alex Birte Weigang       | 3:53,40 min | ASK Vorwärts Potsdam Susanne Börnike Pohl Anke Sonnenbrodt Katja Hartmann                 | 3:55,97 min |
| 4 × 200 m Freistil  | SC Dynamo Berlin Simone Ballaschk Ute Zerfaß Kerstin Kielgaß Manuela Stellmach    | 8:18,21 min | ASK Vorwärts Potsdam Heide Grein Katja Schaarschmidt Anke Sonnenbrodt Katja Hartmann  | 8:19,66 min | SC Karl-Marx-Stadt Jacqueline Zenner Kathrin Zimmermann Heike Friedrich Kathrin Eisermann | 8:20,24 min |
| 4 × 100 m Lagen     | SC Turbine Erfurt Birte Weigang Carolin Resinek Kornelia Greßler Cornelia Sirch   | 4:11,87 min | SC Karl-Marx-Stadt Kathrin Zimmermann Ute Geweniger Jacqueline Zenner Heike Friedrich | 4:13,89 min | SC DHfK Leipzig Kristin Otto Silke Hörner Sabrina Schulze Peggy Jähnichen                 | 4:15,10 min |

## Medaillenspiegel

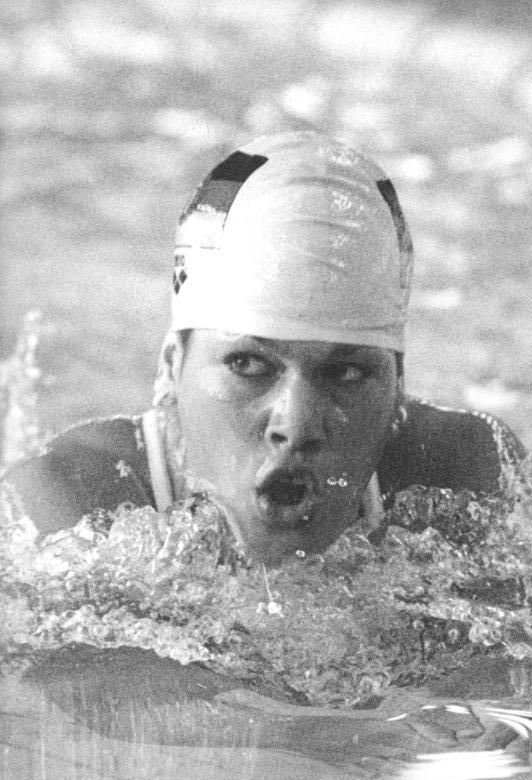
Silke Hörner stellte einen neuen Weltrekord über 200 m Brust auf.

| Platz | Verein                        | Verein               | Gold | Silber | Bronze | Total |
| ----- | ----------------------------- | -------------------- | ---- | ------ | ------ | ----- |
| 01    | Logo vom SC Dynamo Berlin     | SC Dynamo Berlin     | 120  | 7      | 5      | 24    |
| 02    | Logo vom SC Turbine Erfurt    | SC Turbine Erfurt    | 4    | 5      | 4      | 13    |
| 03    | Logo vom SC Magdeburg         | SC Magdeburg         | 4    | 4      | 2      | 10    |
| 04    | Logo vom ASK Vorwärts Potsdam | ASK Vorwärts Potsdam | 3    | 3      | 100    | 16    |
| 05    | Logo vom SC Karl-Marx-Stadt   | SC Karl-Marx-Stadt   | 3    | 3      | 5      | 11    |
| 06    |                               | SC DHfK Leipzig      | 2    | 2      | 4      | 08    |
| 07    | Logo vom TSC Berlin           | TSC Berlin           | 2    | 2      | 2      | 06    |
| 08    | Logo vom SC Chemie Halle      | SC Chemie Halle      | 1    | 4      | –      | 05    |
| 09    | Logo vom SC Einheit Dresden   | SC Einheit Dresden   | 1    | 1      | –      | 02    |
| 10    | Logo vom SC Empor Rostock     | SC Empor Rostock     | –    | 1      | –      | 01    |
|       | Total                         | Total                | 32   | 32     | 32     | 96    |